# Псевдо-Симеон
Псевдо-Симеон (Pseudo-Symeon) е условното име, с което се означава анонимният автор на една компилативна византийска хроника от края на X век, чийто текст е запазен в Codex Parisinus graecus 1712 - препис от XII или XIII. Първоначално тази хроника е била приписана на Симеон Магистър и била издадена под негово име. По-късни изследвания доказали, че хрониката на Симеон Магистър и тази на Псевдо-Симеон са две различни произведения, използващи общ първоначален извор, от който е черпил и Продължителят на Теофан.
Хрониката на Псевдо-Симеон описва историята от библейското сътворение на света до 963 година. 
За 812 година неизвестният автор използва за източници Теофан Изповедник и Георги Амартол.